# Savannebuizerd
De savannebuizerd (Buteogallus meridionalis) is een roofvogel uit de familie van de Accipitridae (havikachtigen).

## Verspreiding en leefgebied
Deze soort komt voor van Panama tot noordelijk Argentinië.

## Status
De grootte van de populatie is in 2019 geschat op 5-50 miljoen volwassen vogels. Op de Rode lijst van de IUCN heeft deze soort de status niet bedreigd.